# Куржма
Куржма — озеро на территории Луусалмского сельского поселения Калевальского района Республики Карелии.

## Общие сведения
Площадь озера — 2,4 км², площадь водосборного бассейна — 206 км². Располагается на высоте 206,6 метров над уровнем моря.
Форма озера лопастная, продолговатая: оно вытянуто с запада на восток. Берега изрезанные, каменисто-песчаные, преимущественно возвышенные.
Через озеро протекает река Куржма, впадающая с правого берега в реку Войницу, которая, в свою очередь, впадает в озеро Ридалакши, которое протокой соединяется с озером Верхним Куйто.
В западную оконечность озера впадает протока без названия, несущая воды озёр Латво, Пирти и Мато. С северо-востока впадает река Свиридова.
В озере расположено не менее пяти безымянных островов различной площади.
Озеро расположено в трёх километрах от Российско-финляндской границы.
Код объекта в государственном водном реестре — 02020000811102000004302.